# Joakim Nyström
Joakim Nyström (Skellefteå, 20 februari 1963) is een Zweeds voormalig tennisser.

## Carrière
Joakim Nyström werd professioneel in 1980 en bereikte zijn eerste ATP Tour finale in München op 16 mei 1983 tegen de Tsjechoslowaak Tomáš Šmíd. Zijn eerste overwinning kwam op het grastoernooi van Sydney op 12 december 1983, toen hij de Amerikaan Mike Bauer versloeg.
Hij kende drie succesvolle seizoenen en won in totaal dertien toernooien in het professionele circuit, waaronder één in Monte Carlo tegen Yannick Noah. Hij bereikte de kwartfinales van Roland Garros in 1985 en de US Open in 1985 en 1986. Nyström won de Davis Cup twee keer, in 1985 en 1987. Bij elke gelegenheid won hij samen met Mats Wilander de dubbelwedstrijden voor Zweden, in 1985 tegen het Duitse dubbelteam van Andreas Maurer en Boris Becker en in 1987 tegen het Indiase duo Anand Amritraj/Vijay Amritraj. Hij versloeg de nummer 1 van de wereld Ivan Lendl in Rome in 1987. Hij speelde ook in de finale van de Davis Cup tegen Australië in 1983, maar verloor, dit keer in het enkelspel, van John Fitzgerald en Pat Cash.
Op 31 maart 1986 klom hij naar de 7e plaats op de ATP-wereldranglijst in het enkelspel. Zijn beste ranking in het dubbelspel was de 4e plaats op 11 oktober 1985. Nyström won ook 8 dubbeltoernooien, waaronder Wimbledon in 1986 samen met Mats Wilander. Hij beëindigde zijn professionele carrière na een onsuccesvol seizoen 1989 en een blessure. Hij was ook coach van Jarkko Nieminen, Jürgen Melzer, Jack Sock en Kamil Majchrzak.

## Palmares
| Legenda                       | Legenda               |
| ----------------------------- | --------------------- |
| Grand Slam                    |                       |
| Olympische Spelen             |                       |
| tot 2009                      | vanaf 2009            |
| Tennis Masters Cup            | ATP Finals            |
| ATP Masters Series            | ATP Tour Masters 1000 |
| ATP International Series Gold | ATP Tour 500          |
| ATP International Series      | ATP Tour 250          |

### Enkelspel
| Nr.                         | Datum            | Toernooi           | Ondergrond    | Tegenstander in finale | Score                   | Details |
| --------------------------- | ---------------- | ------------------ | ------------- | ---------------------- | ----------------------- | ------- |
| Gewonnen finales herenenkel |                  |                    |               |                        |                         |         |
| 1.                          | 12 december 1983 | ATP Sydney         | Gras          | Mike Bauer             | 2-6, 6-3, 6-1           | details |
| 2.                          | 9 juni 1984      | ATP Gstaad         | Gravel        | Brian Teacher          | 6-4, 6-2                | details |
| 3.                          | 30 juni 1984     | ATP North Conway   | Gravel        | Tim Wilkison           | 6-2, 7-5                | details |
| 4.                          | 8 oktober 1984   | ATP Bazel          | Tapijt (i)    | Tim Wilkison           | 6-3, 3-6, 6-4, 6-2      | details |
| 5.                          | 15 oktober 1984  | ATP Keulen         | Tapijt (i)    | Miloslav Mečíř         | 7-6, 6-2                | details |
| 6.                          | 6 mei 1985       | ATP München        | Gravel        | Hans Schwaier          | 6-1, 6-0                | details |
| 7.                          | 8 juni 1985      | ATP Gstaad         | Gravel        | Andreas Maurer         | 6-4, 1-6, 7-5, 6-3      | details |
| 8.                          | 3 februari 1986  | ATP Toronto Indoor | Tapijt (i)    | Milan Šrejber          | 6-1, 6-4                | details |
| 9.                          | 24 februari 1986 | ATP La Quinta      | Hardcourt (i) | Yannick Noah           | 6-1, 6-3, 6-2           | details |
| 10.                         | 24 maart 1986    | ATP Rotterdam      | Tapijt (i)    | Anders Järryd          | 6-0, 6-3                | details |
| 11.                         | 21 april 1986    | ATP Monte-Carlo    | Gravel        | Yannick Noah           | 6-3, 6-2                | details |
| 12.                         | 28 april 1986    | ATP Madrid         | Gravel        | Kent Carlsson          | 6-1, 6-1                | details |
| 13.                         | 27 juni 1987     | ATP Båstad         | Gravel        | Stefan Edberg          | 4-6, 6-0, 6-3           | details |
| Verloren finales herenenkel |                  |                    |               |                        |                         |         |
| 1.                          | 16 mei 1983      | ATP München        | Gravel        | Tomáš Šmíd             | 0-6, 3-6, 6-4, 6-2, 5-7 | details |
| 2.                          | 1 oktober 1984   | ATP Barcelona      | Gravel        | Mats Wilander          | 6-7, 4-6, 6-0, 2-6      | details |
| 3.                          | 9 september 1985 | ATP Palermo        | Gravel        | Thierry Tulasne        | 3-6, 1-6                | details |
| 4.                          | 10 maart 1986    | ATP Milaan         | Tapijt (i)    | Ivan Lendl             | 2-6, 2-6, 4-6           | details |
| 5.                          | 2 februari 1987  | ATP Lyon           | Tapijt (i)    | Yannick Noah           | 4-6, 5-7                | details |

### Dubbelspel
| Nr.                          | Datum             | Toernooi           | Ondergrond | Partner          | Tegenstanders in finale              | Score                   | Details |
| ---------------------------- | ----------------- | ------------------ | ---------- | ---------------- | ------------------------------------ | ----------------------- | ------- |
| Gewonnen finales herendubbel |                   |                    |            |                  |                                      |                         |         |
| 1.                           | 11 juni 1983      | ATP Båstad         | Gravel     | Mats Wilander    | Anders Järryd Hans Simonsson         | 1-6, 7-6, 7-6           | details |
| 2.                           | 21 januari 1985   | ATP Philadelphia   | Tapijt (i) | Mats Wilander    | Wojtek Fibak Sandy Mayer             | 3-6, 6-2, 6-2           | details |
| 3.                           | 9 september 1985  | ATP Palermo        | Gravel     | Colin Dowdeswell | Sergio Casal Emilio Sánchez          | 6-4, 6-7, 7-6           | details |
| 4.                           | 3 februari 1986   | ATP Toronto        | Tapijt (i) | Wojtek Fibak     | Christo Steyn Danie Visser           | 6-3, 7-6                | details |
| 5.                           | 28 april 1986     | ATP Madrid         | Gravel     | Anders Järryd    | Jesus Colas David de Miguel          | 6-2, 6-2                | details |
| 6.                           | 23 juni 1986      | Wimbledon          | Gras       | Mats Wilander    | Gary Donnelly Peter Fleming          | 7-6, 6-3, 6-3           | details |
| 7.                           | 22 september 1986 | ATP Barcelona      | Gravel     | Jan Gunnarsson   | Carlos Di Laura Claudio Panatta      | 6-3, 6-4                | details |
| 8.                           | 25 juli 1988      | ATP Bordeaux       | Gravel     | Claudio Panatta  | Christian Miniussi Diego Nargiso     | 6-1, 6-4                | details |
| Verloren finales herendubbel |                   |                    |            |                  |                                      |                         |         |
| 1.                           | 12 juli 1982      | ATP Båstad         | Gravel     | Mats Wilander    | Anders Järryd Hans Simonsson         | 6-0, 3-6, 6-7           | details |
| 2.                           | 19 september 1983 | ATP Genève         | Gravel     | Mats Wilander    | Stanislav Birner Blaine Willenborg   | 1-6, 6-2, 3-6           | details |
| 3.                           | 15 oktober 1984   | ATP Keulen         | Tapijt (i) | Jan Gunnarsson   | Wojtek Fibak Sandy Mayer             | 1-6, 3-6                | details |
| 4.                           | 26 november 1984  | Australian Open    | Gras       | Mats Wilander    | Mark Edmondson Sherwood Stewart      | 2-6, 2-6, 5-7           | details |
| 5.                           | 19 augustus 1985  | ATP Cincinnati     | Hardcourt  | Mats Wilander    | Stefan Edberg Anders Järryd          | 6-4, 2-6, 3-6           | details |
| 6.                           | 13 januari 1986   | Masters Grand Prix | Tapijt (i) | Mats Wilander    | Stefan Edberg Anders Järryd          | 1-6, 6-7                | details |
| 7.                           | 21 april 1986     | ATP Monte-Carlo    | Gravel     | Mats Wilander    | Guy Forget Yannick Noah              | 4-6, 6-3, 4-6           | details |
| 8.                           | 7 juli 1986       | ATP Gstaad         | Gravel     | Stefan Edberg    | Sergio Casal Emilio Sánchez          | 3-6, 6-3, 3-6           | details |
| 9.                           | 25 augustus 1986  | US Open            | Hardcourt  | Mats Wilander    | Andrés Gómez Slobodan Živojinović    | 6-4, 3-6, 3-6, 6-4, 3-6 | details |
| 10.                          | 6 juli 1987       | ATP Boston         | Gravel     | Mats Wilander    | Hans Gildemeister Andrés Gómez       | 6-7, 6-3, 1-6           | details |
| 11.                          | 13 juli 1987      | ATP Indianapolis   | Gravel     | Mats Wilander    | Laurie Warder Blaine Willenborg      | 0-6, 3-6                | details |
| 12.                          | 1 augustus 1988   | ATP Kitzbühel      | Gravel     | Claudio Panatta  | Sergio Casal Emilio Sánchez          | 4-6, 5-7                | details |
| Gewonnen challengers         |                   |                    |            |                  |                                      |                         |         |
| 1.                           | 24 september 1989 | Messina            | Gravel     | Magnus Larsson   | Massimo Cierro Alessandro De Minicis | 6-1, 6-1                |         |

## Resultaten grote toernooien
| Legenda | Legenda                          |
| ------- | -------------------------------- |
| g.t.    | geen toernooi gehouden           |
| l.c.    | lagere categorie                 |
| –       | niet deelgenomen                 |
| G       | uitgeschakeld in de groepsfase   |
| 1R      | uitgeschakeld in de eerste ronde |
| 2R      | uitgeschakeld in de tweede ronde |
| 3R      | uitgeschakeld in de derde ronde  |
| 4R      | uitgeschakeld in de vierde ronde |
| KF      | uitgeschakeld in de kwartfinale  |
| HF      | uitgeschakeld in de halve finale |
| F       | de finale verloren               |
| W       | het toernooi gewonnen            |
| w-v     | winst/verlies-balans             |

### Enkelspel
| grandslamtoernooien |    |    |    |    |    |    |    |    |    |
| Australian Open     | 1R | –  | 4R | 4R | 4R | –  | –  | –  | 1R |
| Roland Garros       | 1R | 4R | 3R | 2R | KF | 1R | 4R | 3R | –  |
| Wimbledon           | 2R | 1R | –  | 2R | 3R | 3R | 3R | 3R | –  |
| US Open             | –  | –  | 4R | 4R | KF | KF | 2R | 1R | –  |

### Dubbelspel
| grandslamtoernooien |    |    |    |   |    |    |    |
| Australian Open     | KF | F  | HF | – | –  | –  | 1R |
| Roland Garros       | 2R | 2R | HF | – | KF | 3R | –  |
| Wimbledon           | –  | 2R | 1R | W | 2R | –  | –  |
| US Open             | 2R | 1R | HF | F | KF | 2R | –  |